# 永不磨滅的番號
《永不磨灭的番号》是一部由徐纪周执导、2011年在中国大陆播出的抗战剧，由黄海波、王雷、姚芊羽等人主演。该剧讲述了在中国抗日战争期间，一支“李大本事”带领的没有正规建制番号的县大队，在日军占领区英勇抵抗入侵者的故事。2011年8月16日在北京卫视和深圳卫视首播。

## 剧情
李赤水，外号“李大本事”，是武义县的一位民兵队长，他是一个打仗时经常不按常理出牌、平时爱耍小花招的人，不过也正因为此，他的部队在抗日战争中越打越壮大。日军在华北进行大规模的扫荡，李大本事的队伍接到命令，要求阻击三万多日军扫荡部队，以保证后方八路军总部的安全，而李大本事仅提出了一个要求，那就是给他的队伍一个正规主力部队的番号，因为他的部队一直以来都没有一个正式的番号，总部首长答应了他们的请求。在与日军的战斗中，县大队除了“小三子”外，其余全部阵亡。一个多月后，首长重返战场，在一他们的坟堆面前履行了他的承诺。

## 演员表
| 演员   | 角色     | 简介                               |
| ------ | -------- | ---------------------------------- |
| 黄海波 | 李大本事 | 武义县民兵队长，後昇縱九隊獨立團長 |
| 姚芊羽 | 赛貂蝉   | 李大本事的老婆，紅槍會二當家       |
| 李健   | 孙成海   | 李大本事的对头，后来两人合作       |
| 高昌昊 | 丁大算盘 |                                    |
| 王雷   | 陈峰     | 国军决死队连长                     |
| 刘彦卿 | 闻天海   | 国军军官，后投降日军               |
| 倪大红 | 崔小辫   | 衡水维持会会长                     |
| 斌子   | 吸铁石   |                                    |
| 姜寒   | 地瓜     |                                    |
| 池源   | 热闹     |                                    |
| 芦芳生 | 山下奉武 | 日军师团长                         |
| 张宁江 | 张六斤   | 独立团政委                         |
| 白雨   | 小北平   | 独立团卫生员                       |
| 杨晶   | 黄有亮   | 独立团政委的警卫员                 |

## 奬項
- 2012年第18届上海电视节白玉兰奖“电视剧银奖”[3]
- 2012年中国大学生电视节“最受大学生瞩目的革命历史题材电视剧奖” [4]

## 收視
2011年暑期地面频道进入各地收视前10名频次较高的剧目（18:-24:00时段，80城市）：
| 剧目           | 进入前10名的城市数 | 播出城市总数 |
| 永不磨灭的番号 | 19                 | 35           |

2011年暑期卫视收视率超过1%的电视剧（71城市组，19:00-24:00时段）：
| 剧目           | 频道     | 收视率% | 占有率% |
| 永不磨灭的番号 | 北京卫视 | 1.13    | 2.94    |

(由csm数据参考而来，收视率包括全天收视指数和市场(收视)份额参数)
| 平台     | 平均收视率 | 平均市場份額 | 全年排名 |
| 北京卫视 | 1.23       |              | 17       |

## 爭議
在大结局第34集里，营长孙成海向天上扔了一颗手榴弹，把一架飞行中的日军飞机给打了下来。实际上，即使飞机是以最低的飞行高度和飞行速度飞行，也不可能依靠投手榴弹来击毁飞机。导演徐纪周在事后接受采访时表示，他都后悔死了，而且还因此事被点名批评。

## 外部連結
- 豆瓣电影上《永不磨滅的番號》的資料 （简体中文）
- 时光网上《永不磨滅的番號》的資料（简体中文）